# Macropsis hierroensis
Macropsis hierroensis är en insektsart som beskrevs av Lindberg 1954. Macropsis hierroensis ingår i släktet Macropsis och familjen dvärgstritar. Inga underarter finns listade i Catalogue of Life.